# George Brunel
Georges Brunel fue un fotógrafo[cita requerida] y escritor francés, de mediados del siglo XIX y principios del siglo XX. Especializado en temas fotográficos.

## Publicaciones
- La photographie pour tous. Traité complet, théorique et pratique de la photographie et de ses applications, París, Geoffroy, 1 vol., 629 p., il. Mecánicas. 1894;
- Formulaire des nouveautés photographiques, París: J.B. Baillière e fils, 1 vol., 343, (4), 20 p.: il. 1896;
- Traité élémentaire d'optique photographique à l'usage des amateurs photographes, París, Charles Mendel, 1 vol., 126 p., il. Mecánicas. 1897;
- La Photographie et la projection du mouvement, París, Charles Mendel , 1 vol., 113 p., il. Mecánicas. 1897;
- La photographie, París, Société française d'édition d'art. 1898;
- «La photographie du fluide humain». Les nouvelles scientifiques et photographiques, 1 vol., p. 103. 1898;
- Variations et determination des temps de pose en photographie, Charles-mendel – Paru. 1906;
- Encyclopédie de l'amateur photographe n.º 1. «Choix du materiel et installation du laboratoire», París, Bernard Tignol., s.d., 1 vol., 152 p., il. Mecánicas;
- Encyclopédie de l'amateur photographe n.º 2. «Les opérations préliminaires de la photographie. Le sujet. Mise au point. Temps de pose», París, Bernard Tignol., s.d., 1 vol., 153 p., il. Mecánicas (esté tomo se editó en colalaboración con Forestier E.);
- Encyclopédie de l'amateur photographe n.º 3. «Les clichés négatifs», París, Bernard Tignol., s.d., 1 vol., 146 p., il. Mecánicas;
- Encyclopédie de l'amateur photographe n.º 4. «Les épreuves positives. Tirage - virage - fixage - montage», París, Bernard Tignol., s.d., 1 vol., 143 p., il. Mecánicas;
- Encyclopédie de l'amateur photographe n.º 5. «Les insuccés et la retouche», París, Bernard Tignol., s.d., 1 vol., 156 p., il. Mecánicas (esté tomo se editó en colalaboración con Chaux P.);
- Encyclopédie de l'amateur photographe n.º 6. «La photographie en plein air excurtionniste et instantanée», París, Bernard Tignol., s.d., 1 vol., 151 p., il. Mecánicas (el tomo 7 lo editó Reyner A.);
- Encyclopédie de l'amateur photographe n.º 8. «Les agrandissements et projections», París, Bernard Tignol., s.d., 1 vol., 143 p., il. Mecánicas;
- Encyclopédie de l'amateur photographe n.º 9. «Les objectifs et la stéréoscopie», París, Bernard Tignol., s.d., 1 vol., 154 p., il. Mecánicas;
- Encyclopédie de l'amateur photographe n.º 10. «La photographie en couleurs», París, Bernard Tignol., s.d., 1 vol., 156 p.
- Les merveilles de l'¹lectricit¹ et de la photographie, París, Librairie C. Delagrave (n.d.)224 p. il., 11 . 27.5 cm. (esté tomo se editó en colalaboración con Forestier E.);
- Les clichés negatifs. París. Bernard Tignol. (n. d.) hacia 1900;
- La pratique et l’art de la photographie. Avec illustrations photographiques, París, ArthŠme Fayard, & Cie, 102 p.

- Datos: Q5877785